# Éctese
Éctese (em grego: Ἔκθεσις; romaniz.: Écthesis) foi uma carta escrita em 638 pelo imperador bizantino Heráclio (r. 610–641) que definiu o monotelismo como a forma imperial oficial do cristianismo.

## Contexto
A Éctese foi uma outra tentativa dos imperadores bizantinos para tentar resolver as divisões que assolavam a Igreja a respeito das disputas sobre a natureza de Jesus Cristo. Em 451, o Concílio de Calcedônia tinha confirmado que Cristo não possuía apenas uma natureza divina, mas sim duas naturezas distintas, uma totalmente divina e outra totalmente humana, ambas agindo em harmonia. Esta afirmação foi consistentemente rejeitada pelos ortodoxos orientais, que eram contra a ideia de duas naturezas, defendendo que a humanidade e a divindade de Cristo estavam unidas em uma única natureza. Por todo o século VI, os imperadores bizantinos ou encorajaram secretamente este grupo - como fez Anastácio I Dicoro (r. 491–518) - ou ativamente os perseguiram, como Justino II (r. 565–578).
No início do século VII, a corte imperial e a hierarquia eclesiástica em Constantinopla já eram majoritariamente calcedonianas. Porém, esta situação os colocou em conflito com a maioria não calcedoniana que prevalecia no Egito, Síria, na Mesopotâmia e na Armênia. Uma divisão assim era perigosa para um império que estava sob ameaça dos persas sassânidas, especialmente por que os não calcedonianos consideravam seus irmãos cismáticos como mais perigosos do que o invasor estrangeiro. Consequentemente, os imperadores em Constantinopla tentavam sempre conseguir alguma forma de reaproximar os dois lados e acabar com a divisão, prevenindo assim que os seus inimigos se aproveitassem de uma divisão interna para levar vantagens.
Com o reinado de Heráclio, ele e o patriarca Sérgio I de Constantinopla (610–638) tentaram encontrar um meio-termo comum entre os calcedonianos e os não calcedonianos ao publicarem uma doutrina de uma única energia de Cristo no meio da década de 630. Ela de fato conseguiu alguma aceitação inicialmente, com o papa Honório I (625–638) dando seu consentimento por escrito, embora seja claro que ele considerava o problema como um de terminologia e não de teologia. Porém, esta solução de compromisso foi firmemente refutada pelo patriarca Sofrônio de Jerusalém (634–638) e a doutrina como um todo terminou sendo repudiada num sínodo realizado em Chipre.

## Publicação da Éctese
Ainda assim, o patriarca Sérgio se recusou a desistir e, em 638, ele e Heráclio publicaram uma fórmula ligeiramente emendada chamada de Éctese. Nesta revisão, a questão da energia de Cristo não era relevante e, ao invés disso, ela promovia a crença de que Cristo, mesmo tendo duas naturezas, teria apenas uma única vontade. Esta noção de monotelismo ("unica vontade") como prescrita pela Éctese foi enviada como um édito imperial para as quatro sés metropolitanas. Uma cópia foi pregada no nártex de Hagia Sofia e, quando Sérgio morreu em dezembro de 638, parecia que Heráclio iria conseguir seu intento, com os patriarcas do oriente concordando com a fórmula e conseguindo muitos aderentes no oriente, incluindo Ciro de Alexandria e Arcádio II de Chipre.
Mas durante 638 em Roma, o Honório I, que parecia apoiar o monotelismo morreu. Seu sucessor, Severino (640), condenou a Éctese de imediato e, por isso, foi proibido de tomar posse até 640. Seu sucessor, João IV (640–642), também rejeitou a doutrina completamente, levando a um grande cisma entre o oriente e o ocidente. Quando as notícias chegaram a Heráclio sobre a condenação papal, ele já estava muito idoso e doente, o que só acelerou a sua morte. No leito de morte, ele declarou que a controvérsia era culpa de Sérgio e que o patriarca o havia pressionado para dar sua aprovação a Éctese.

## Eventos posteriores
Esta foi a última tentativa de tentar reconquistar os não calcedonianos por meio de soluções de compromisso teológicas. As áreas que eram majoritariamente não calcedonianas foram rapidamente conquistadas pelos exércitos islâmicos que jorraram dos desertos da Arábia em 634. Os novos conquistadores lhes deram liberdade para praticar a sua fé em paz, o que era desejado e eles não mais precisaram se curvar às crenças da hierarquia do clero de Constantinopla. Como as áreas que permaneceram no Império Bizantino eram majoritariamente calcedonianas, a necessidade de solucionar a questão logo desapareceu.
Ainda assim, os imperadores bizantinos ainda não estavam satisfeitos. Constante II (r. 641–668), o neto de Heráclio, não era um defensor do monotelismo e estava determinado a terminar com o conflito com o ocidente. Consequentemente, ele ordenou, através da emissão do chamado Tipo em 648, que todas as discussões sobre a doutrina monotelita cessassem e que todas as posições teológicas deveriam retornar à situação em que estavam antes de erupção da controvérsia monotelita. Esta diretiva foi ignorada no ocidente, uma vez que a Éctese foi condenada pelo Concílio de Latrão (649). Isto enfureceu o imperador Constante, que ordenou o sequestro e o julgamento do papa Martinho I (649–655) e de Máximo, o Confessor. As perseguições só terminaram com a morte do imperador em 668 e com a condenação oficial do monotelismo no Terceiro Concílio de Constantinopla (680–681) em favor do diotelismo, o que finalmente encerrou a questão da Éctese.